# Psicologia

La lettera maiuscola greca Psi, simbolo della psicologia

La psicologia è la scienza che studia gli stati mentali e i processi emotivi, cognitivi, sociali e comportamentali nelle loro componenti consce e inconsce, mediante l'uso del metodo scientifico e/o appoggiandosi a una prospettiva soggettiva intrapersonale; si occupa anche dello studio e del trattamento delle funzioni psichiche sia in condizioni di benessere sia di sofferenza o disagio mentale, dovute a dinamiche soggettive (intrapsichiche), ambientali e/o relazionali (interpsichiche).
La nascita della psicologia empirica o sperimentale, che è poi di fatto la sua fondazione come scienza moderna, viene comunemente fatta risalire al 1879, quando Wilhelm Wundt fondò a Lipsia il primo laboratorio di psicologia sperimentale.

## Storia

### Etimologia e nascita del termine
Il termine "psicologia" deriva dal greco antico ψυχή?, psychḗ ("spirito, anima ") e λόγος, lógos ("discorso, studio"), letteralmente a indicare quindi lo studio dello spirito o dell'anima. Il significato del termine, introdotto durante il XVI secolo, rimase immutato fino al XVII secolo, quando assunse il significato di "scienza della mente".
Il termine fu probabilmente introdotto nel 1520, anche se nei suoi scritti non compare, dall'umanista Filippo Melantone, e appare anche nelle opere dei suoi discepoli Rodolfo Goclenio (Psychologia, 1590) e Othone Casmanno (Psychologia anthropologica; siue animae humanae doctrina - Psicologia antropologica, o la conoscenza dell'anima umana, Hanau, 1594), ma già in precedenza Johann Thomas Freig, nella sua opera Quaestiones logicae ed ethicae del 1574, si occupa di argomenti che appartengono alla psicologia e per la prima volta usa questo termine per descriverli. Recenti ricerche hanno anche individuato un uso del termine nell'opera perduta dell'umanista dalmata Marco Marulo (Psychologia de ratione animae humanae, 1511-1518), sebbene non sia chiaro il significato della parola usata in quel tempo.
Il termine "psicologia" divenne popolare nel Settecento, grazie al tedesco Christian Wolff, che lo utilizzò nel titolo di due sue opere: Psychologia empirica (1732) e Psychologia rationalis (1734); con queste opere egli fece distinzione tra psicologia empirica e psicologia filosofica, con la prima che cercava di individuare dei princìpi che potessero spiegare il comportamento dell'anima umana, mentre la seconda indagava sulle facoltà dell'anima stessa. Successivamente Kant criticò questa distinzione, affermando che non poteva esistere una psicologia razionale, accettando tuttavia la validità della psicologia empirica, anche se non la considerava scienza esatta per il fatto che, mancando la forma a priori dello spazio, era impossibile applicare la matematica ai fenomeni psichici: con Kant dunque si posero le basi di una psicologia non più puramente filosofica, ma costruita con criteri empirici.
(Luciano Mecacci)
L'inizio della storia della psicologia come disciplina a sé viene convenzionalmente fissato nella seconda metà dell'Ottocento, quando l'indagine psicologica si aprì ai metodi delle scienze naturali; vi è però da sottolineare che la psicologia odierna è legata agli oggetti di indagine che, da Aristotele e poi nel Medioevo fino al secolo XIX, sono rimasti quasi sempre gli stessi: la percezione che l'uomo ha del mondo, la ritenzione dei ricordi (memoria), la capacità razionale (l'intelligenza); anche l'antica suddivisione della mente in facoltà rivive inalterata nella moderna divisione in processi mentali.
Il XX secolo è testimone di un fiorire di prospettive e visioni della psicologia, diverse sul piano metodologico e sul piano speculativo: si è passati dallo strutturalismo al funzionalismo, dal comportamentismo al cognitivismo, dall'epistemologia genetica alla scuola storico-culturale; ancora, dal cognitivismo HIP al cognitivismo realista, fino ad arrivare alle neuroscienze.

### Le origini
La psicologia, come molte altre discipline, ha le sue radici nella filosofia.
Già alcuni filosofi greci, come Platone e Aristotele, posero interrogativi che ancor oggi sono alla base della ricerca psicologica, ma è solo a partire dal Seicento che iniziò un confronto più serrato su questi argomenti. Furono sempre filosofi, come Cartesio, Thomas Hobbes e John Locke, a portare avanti riflessioni e a proporre teorie sulla mente umana. Cartesio, in particolare, sosteneva l'esistenza di una netta divisione fra mente (res cogitans) e corpo (res extensa), ritenendo che alcune idee fossero innate (cioè presenti nella mente fin dalla nascita). Hobbes e Locke, al contrario, affermavano il predominio dell'esperienza, vista come l'unico processo in grado di sviluppare e organizzare la mente umana, oltre a criticare la divisione di mente e corpo proposta da Cartesio. Nonostante i numerosi sforzi, queste ricerche non diedero mai vita a una psicologia intesa come materia scientifica.

### La nascita della psicologia scientifica

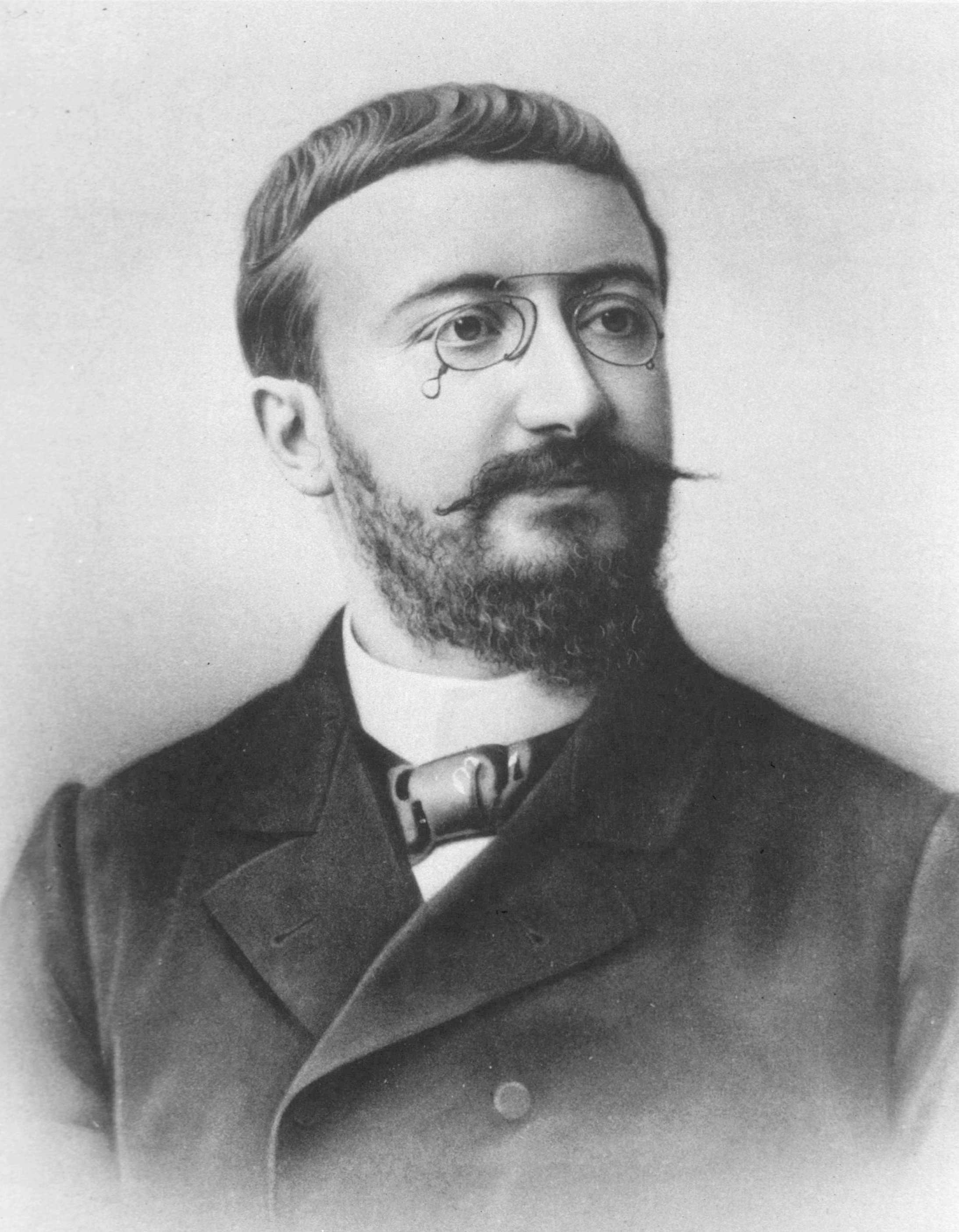
Alfred Binet

Il termine "psicologia" risale al XV secolo, ideato dal tedesco Filippo Melantone (Philipp Schwarzerd), intendeva l'insieme delle conoscenze psicologiche, filosofiche, religiose, pedagogiche e letterarie di un essere umano. Nel 1690 il filosofo inglese Locke pubblicò il suo saggio sull'intelletto umano, che ricostruiva il funzionamento della mente e dava una base solida ai ragionamenti. La psicologia come materia scientifica nacque in Europa nella seconda metà dell'Ottocento. Tra il 1850 e il 1870 vari scienziati, in particolare fisici e medici, iniziarono a occuparsi dello studio della psiche analizzando le sensazioni, le emozioni e le attività intellettive.
Questi scienziati applicarono allo studio della mente le metodologie applicate alle scienze naturali, dando vita alla moderna psicologia scientifica. Questa svolta fondamentale innescò il processo che porterà la psicologia a diventare una vera disciplina scientifica. Se finora la psicologia era stata strettamente legata alla filosofia, perché questa si occupava della natura o dell'essenza dell'anima, ora era una scienza, e non filosofica bensì su base sperimentale: scienza perché rigorosa, sperimentale perché basata sul metodo induttivo, fatto di osservazioni e di esperimenti da cui si formulano ipotesi e leggi.
Fra i precursori della moderna psicologia si possono citare: Charles Darwin, che propose varie teorie sulle emozioni, Franciscus Donders, che compì studi sui tempi di reazione, Ernst Weber e Gustav Theodor Fechner, che diedero vita alla psicofisica, studiando i rapporti tra stimoli e sensazioni, Hermann Ebbinghaus, tra i primi ad applicare il metodo sperimentale allo studio della memoria, Francis Galton, padre della psicologia differenziale, Théodule Ribot che contribuì decisamente a far assumere un'identità alla psicopatologia, Alfred Binet e Arnold Gesell, fondamentali pionieri nella "psicologia infantile".

### Il padre fondatore della psicologia sperimentale

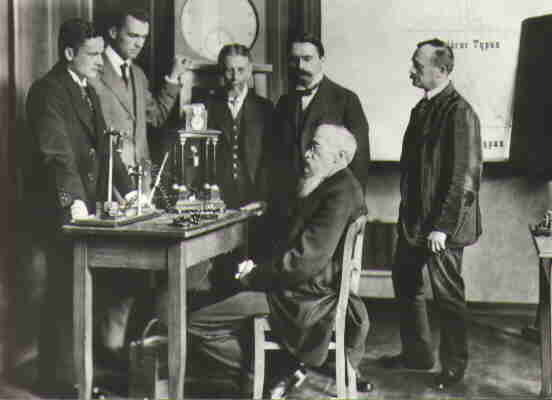
Wilhelm Maximilian Wundt (seduto), psicologo tedesco, riconosciuto come fondatore della psicologia sperimentale

Il merito di aver fondato la psicologia come disciplina accademica spetta al tedesco Wilhelm Wundt. Questi raccolse e scrisse una mole gigantesca di materiale riguardante la nascente disciplina e, grazie alla sua cultura, riuscì a dare alla materia una base concettuale e un assetto organico. Wundt, nel 1873-1874, pubblicò i "Fondamenti di psicologia fisiologica", opera considerata il primo trattato psicologico-scientifico della storia.
Nel 1875 Wundt divenne professore di filosofia a Lipsia, città nella quale nel 1879 fondò un laboratorio di ricerca psicologica. A questo laboratorio affluirono da tutto il mondo allievi e scienziati, che compirono studi sui tempi di reazione, l'attenzione, le associazioni mentali e la psicofisiologia dei sensi. Per Wundt oggetto della psicologia doveva essere l'esperienza immediata, contrapposta all'esperienza mediata, che era invece oggetto delle scienze fisiche. Grazie a questa definizione e all'uso negli esperimenti di un metodo rigoroso, si strutturò definitivamente la psicologia, intesa come disciplina scientifica e accademica. Per l'impegno e gli studi, Wundt è acclamato come il fondatore della psicologia.

### Franz Brentano

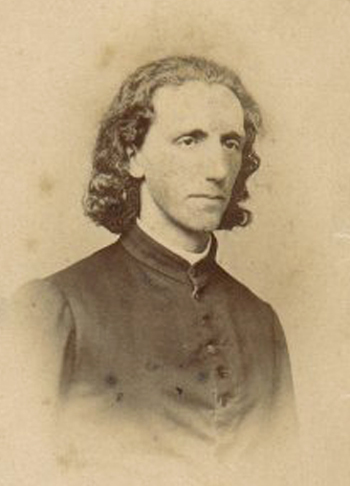
Franz Brentano

Negli anni in cui operava il laboratorio di Wundt, il filosofo austriaco Franz Brentano propose un approccio diverso alla psicologia, basato non sul rigore del metodo scientifico e sulla sperimentazione, ma su un concetto più filosofico e perciò meno sperimentale, che Brentano definiva "intenzionalità". Con le sue idee diede vita alla cosiddetta scuola di Brentano (prima a Würzburg e poi a Vienna). Brentano può essere ritenuto il secondo padre della psicologia.
Le tradizioni wundtiana e brentaniana rappresentarono per decenni i due grandi filoni di ricerca nella psicologia sperimentale e teorica. La scuola, in particolare, influenzò Sigmund Freud e i concetti della psicologia della Gestalt e della psicologia sociale. Un altro ricercatore tedesco, Hermann Ebbinghaus, applicò per primo il metodo sperimentale allo studio della memoria.

### La psicologia della Gestalt
(Max Wertheimer)
Una volta il maestro di Gauss domandò al giovane allievo il totale di:
1+2+3+4+5+6+7+8+9+10. Gauss rispose subito, sorprendendo il maestro, che gli chiese come aveva fatto. Gauss non sommò 1+2, sommando il risultato a 3, sommando il risultato a 4, e così via:
«Se l'avessi fatto sommando 1+2, poi 3 al risultato, poi 4 al nuovo risultato, e così via, avrei impiegato molto tempo, e cercando di arrivare presto molto probabilmente avrei fatto degli sbagli. Ma vede, 1+10 fa 11, 2+9 fa di nuovo - deve fare! - 11. E così via! Vi sono 5 coppie di questo tipo: 5 volte 11 fa 55».
Gauss aveva visto gli elementi come totalità retta da una relazione. La relazione, che poi è la regola della somma dei termini in progressione aritmetica, è la Gestalt: Gauss era giunto alla soluzione mediante la totalità, aveva colto le relazioni tra gli elementi e raggiunto uno stadio (Gestalt) che va oltre il loro sommarsi.
La psicologia della Gestalt nacque e si sviluppò agli inizi del XX secolo in Germania e proseguì la sua articolazione negli Stati Uniti. Anche se le vicende dei suoi maggiori rappresentanti (molti abbandonarono la Germania all'avvento del nazismo) diffusero la teoria in ambiente statunitense, il clima culturale di riferimento rimase quello europeo. La scuola ebbe successo anche in Italia fra gli anni cinquanta e ottanta, prima di essere assorbita dal cognitivismo.
Gli psicologi della Gestalt cercarono di dimostrare sperimentalmente il criterio della "totalità" delle funzioni psichiche. Per essi, infatti, non era giusto dividere l'esperienza nelle sue componenti elementari, occorreva invece considerare l'intero come fenomeno sovraordinato rispetto all'insieme dei componenti. In altre parole, per gli psicologi della Gestalt: "L'insieme è più della somma delle sue singole parti". È chiaro quindi come questa scuola si opponesse alle teorie associazionistiche di Wundt e a quelle comportamentistiche di Watson, per spostare l'accento sulla tendenza degli insiemi percettivi e per estensione delle rappresentazioni del pensiero, a presentarsi al soggetto sotto forma di unità coerenti.
La psicologia della Gestalt ricorse al metodo fenomenologico, col quale i dati dell'esperienza non vengono scomposti e interpretati, ma descritti totalmente nella loro immediatezza, come appaiono al soggetto. I gestaltisti, studiando in modo approfondito la percezione, intuirono che la realtà fenomenologica si struttura in unità nel campo di esperienza del soggetto ogni volta che gli elementi di un insieme presentano determinate caratteristiche. Individuarono così cinque leggi (dette "leggi della formazione delle unità fenomeniche"), che stanno alla base del nostro modo di cogliere le cose e di organizzare i dati percepiti. Esse sono:
1. Legge della somiglianza: elementi identici o simili tendono a essere percepiti come unità.
2. Legge della buona forma: figure geometriche sovrapposte tendono a essere percepite come separate, ognuna con la sua forma.
3. Legge della vicinanza: più gli elementi di un insieme sono vicini, maggiore sarà la tendenza a percepirli come unità.
4. Legge della buona continuazione: si tendono a percepire come unità gli elementi che minimizzano i cambiamenti di direzione.
5. Legge del destino comune: vengono percepiti come un'unità elementi in movimento con uno spostamento coerente.
6. Legge della chiusura: elementi figurali chiusi o tendenti a chiudersi vengono percepiti come appartenenti alla stessa unità.

Queste sono solo alcune delle regole alla base della percezione; permettono, ad es., di capire come operano le illusioni ottiche. Punto centrale della psicologia della Gestalt era, perciò, la convinzione che riuscendo a comprendere come si organizzano le percezioni, si poteva anche comprendere il modo in cui il soggetto organizza e struttura i pensieri. Queste tendenze all'auto-organizzazione erano viste come una caratteristica innata, ridimensionando l'importanza di esperienza e di apprendimento nella strutturazione del pensiero.
Gli psicologi della Gestalt sono noti soprattutto per i loro contributi nel campo della percezione. L'approccio della Gestalt non si propose però solo come studio della percezione fine a sé stesso, ma anche come paradigma e metodo d'indagine generale dello psichismo, basato sull'assunto per cui la Gestalt (l'insieme) è più della somma delle parti.
Al riguardo sono proliferati studi, concetti e campi di ricerca assai numerosi:
- gli studi sull'intelligenza nei primati per opera di Köhler (1917)[25] furono talmente importanti da far nascere il concetto di insight;[26]
- Kurt Lewin, allievo di Wolfgang Köhler, svilupperà il concetto di campo generando importanti contributi per la psicologia sociale;[27]
- Kurt Koffka fece notare[28] che i princìpi della Gestalt sono applicabili pressoché a uno spettro d'indagine illimitato (percezione e intelligenza, ma anche nello studio del sociale, dell'educazione e dello sviluppo, fino ad arrivare a legami con concetti di elettromagnetismo[29]);
- James Gibson porterà la sua critica a un modo di fare ricerca troppo legato al laboratorio, nei confronti della psicologia cognitiva, proprio basandosi su una matrice di ricerca in linea con la Gestalt.[30]

### Diffusione in America
La psicologia, come già accennato, nacque e si sviluppò inizialmente in Europa, soprattutto in Germania, grazie al laboratorio di Lipsia e la psicologia della Gestalt. Ben presto, però, essa approdò e si diffuse anche negli Stati Uniti. Questo avvenne in gran parte per merito di due personalità: gli americani Edward Titchener e William James. Il primo era un allievo di Wundt che, dopo aver studiato presso il suo laboratorio, tornò in patria e tradusse l'opera del maestro, diffondendo così la psicologia nel Nuovo Mondo. Titchener fondò inoltre una nuova scuola di psicologia, lo strutturalismo, che ebbe però vita breve.
William James era un medico e filosofo statunitense interessato agli aspetti psicologici dell'uomo. Tenne il primo corso di psicologia (a Harvard), intitolato I rapporti tra fisiologia e psicologia. Nel 1890 pubblicò "Principi di psicologia", un manuale che ebbe molto successo, anche fra i lettori comuni. Al pari del suo collega, James fondò una nuova scuola di psicologia, il funzionalismo, che si contrappose allo strutturalismo di Titchener.

### Le scuole russe

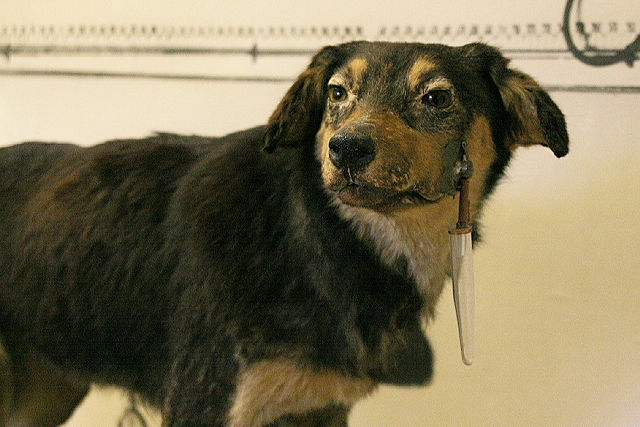
Uno dei cani di Pavlov (imbalsamato), esposto a The Memorial museum-estate of academician I. P. Pavlov di Rjazan'. Nella foto è visibile il contenitore salivare, strumento utilizzato da Pavlov per misurare la quantità di saliva prodotta dalla cavia (cane) nei suoi esperimenti.

Sempre verso la fine dell'Ottocento e l'inizio del Novecento nacquero nuove Scuole di psicologia in Russia. In particolare, ebbero grande risonanza le ricerche di Ivan Pavlov. Pavlov (nel 1904, premio Nobel per la medicina) fu un fisiologo e non volle mai essere considerato uno psicologo. Nonostante ciò, i suoi studi diedero grande impulso e influenzarono notevolmente una delle successive scuole psicologiche che avrà maggior successo: il comportamentismo. Pavlov compì studi, mediante esperimenti su animali, su quello che venne chiamato riflesso condizionato, dimostrando come fosse possibile far sorgere un dato comportamento associandolo a un determinato stimolo. La maggior parte delle scuole russe di psicologia continuarono questo filone di ricerche e per questo sono state accomunate sotto il nome di riflessologia russa. La teoria alla base di tutte queste scuole era la convinzione che i processi psichici potessero essere ridotti a semplici riflessi, cioè i processi psichici erano visti come semplici processi fisiologici ed elementari.
Un discorso a parte merita il russo Lev Vygotskij e la sua scuola storico-culturale. Per Vygotskij l'esperienza storica (storicità) era l'aspetto fondante dell'esperienza umana e della stessa psicologia. Per Vygotskij lo sviluppo cognitivo del bambino doveva essere valutato e studiato in rapporto alle sue componenti sociali, culturali e ambientali. Queste originali e innovative riflessioni, che si contrapponevano in modo netto al rigido e deterministico comportamentismo che stava nascendo negli Stati Uniti, furono a lungo ignorate, anche per la mancata traduzione delle opere di Vygotskij dalla lingua russa a quella inglese. Solo a partire dagli anni ottanta questo autore è stato oggetto di riscoperta, divenendo uno dei principali ispiratori della psicologia postmoderna e della psicopedagogia.

### Freud e la psicoanalisi
La psicoanalisi nacque in ambito medico neurologico, a partire dalla fine del diciannovesimo secolo, grazie all'opera innovatrice di Sigmund Freud, un medico neurologo viennese. Per essere più precisi, non nacque dai laboratori di ricerca, ma ebbe origine dalla pratica clinica del trattamento di pazienti con disturbi nevrotici. Come già accennato, Freud fu influenzato dalle idee di Brentano e, infatti, la sua concezione psicologica e i suoi metodi di studio non furono strettamente scientifici come quelli propugnati dal laboratorio di Lipsia. Freud non si limitò a esaminare le vere e proprie patologie dell'essere umano, ma descrisse anche comportamenti di vita quotidiana e le loro possibili origini.

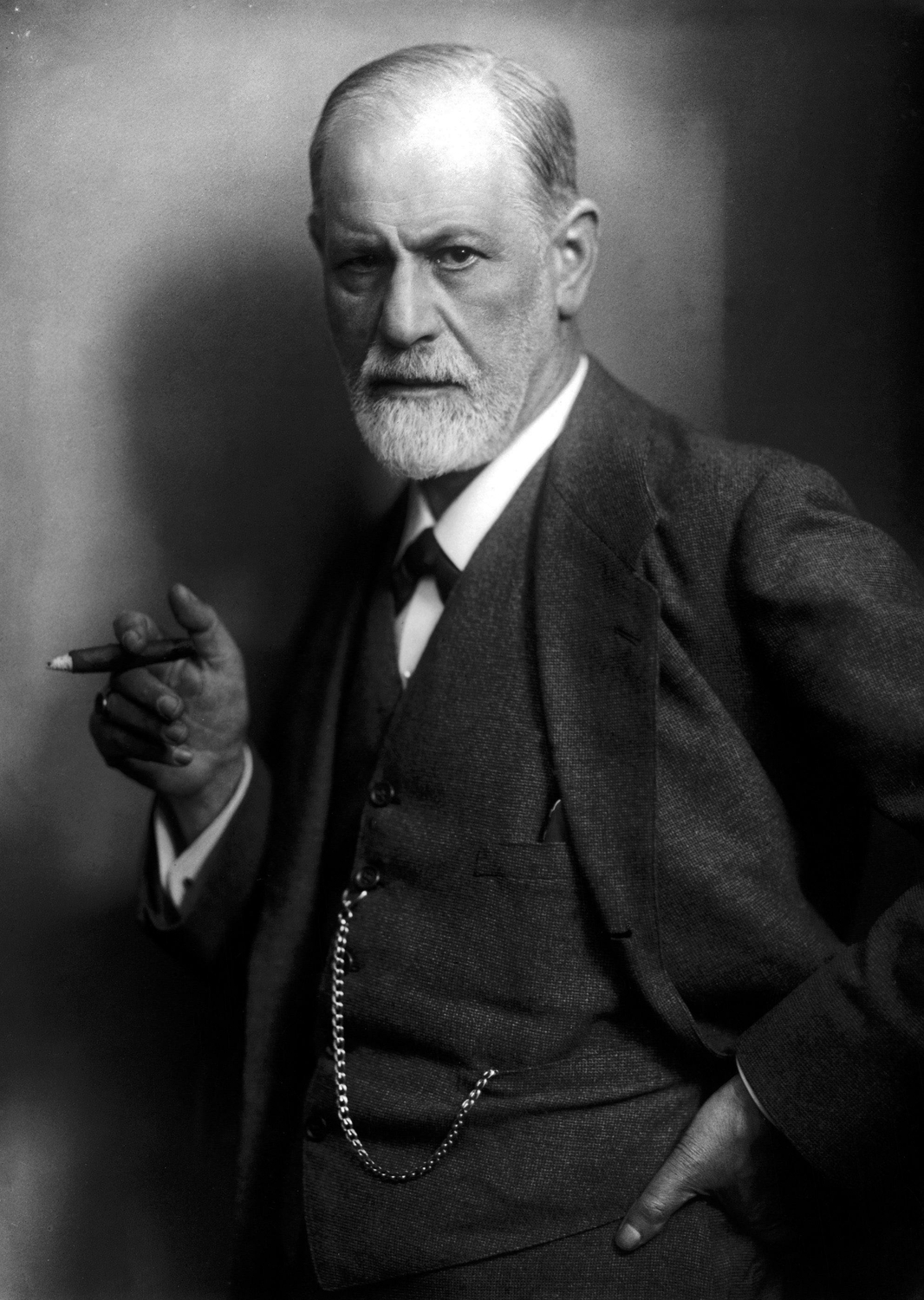
Sigmund Freud, fondatore della psicoanalisi

La vera rivoluzione che Freud introdusse nella psicologia fu la concezione dell'esistenza di una parte irrazionale e nascosta dello psichismo di ogni essere umano, che il medico viennese chiamò inconscio. Tutti i suoi lavori cercarono di trovare dei metodi e delle strategie per poter analizzare e portare a galla questa parte nascosta, ad esempio tramite l'interpretazione dei sogni. Queste nuove teorie e le tecniche derivate furono la base della psicoanalisi.
La nuova teoria freudiana ebbe una grande risonanza, e furono molti gli allievi che continuarono su questa via, o fondarono scuole autonome discostandosi dalle idee del maestro. Fra i principali rappresentanti storici della tradizione psicoanalitica si possono citare Alfred Adler, Carl Jung, Otto Rank, Wilhelm Reich.

### Il predominio del comportamentismo

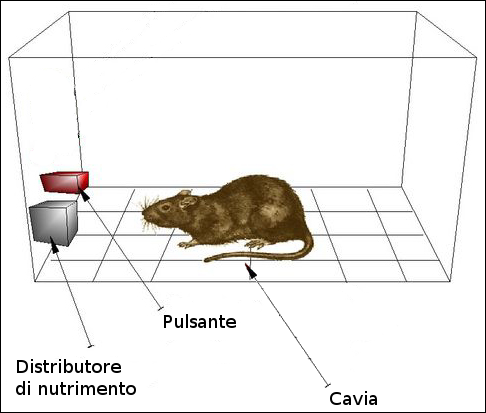
Una scatola di Skinner (Skinner box). La costruzione di labirinti e "scatole" al fine di studiare il comportamento manifesto dei ratti, fu una peculiarità assai nota di Burrhus Skinner. Mediante tali esperimenti creò la sua teoria sul condizionamento operante.

Nel 1913, negli Stati Uniti, John Watson, diede vita a una nuova scuola psicologica, detta comportamentismo, attraverso la pubblicazione di un celebre articolo intitolato "La psicologia considerata dal punto di vista comportamentistico". Il comportamentismo, detto anche behaviorismo, dominerà la scena internazionale per circa cinquant'anni, cioè per tutta la prima metà del XX secolo.
Il comportamentismo rivoluzionò i concetti della precedente psicologia, concentrando i suoi sforzi e studi non più sulla "coscienza", bensì attorno al "comportamento". Il nuovo e unico oggetto della psicologia divenne, perciò, il comportamento pubblicamente osservabile degli organismi viventi. Il comportamentismo criticò fortemente anche il concetto di innatismo, in quanto prevedeva che ogni comportamento umano fosse determinato solamente dagli stimoli ambientali. Questo portò alla nascita dello schema Stimolo-Risposta (S-R), che prevedeva che a una stimolazione che agisce su un organismo segua una reazione dell'organismo stesso. Come già accennato, il comportamentismo fece tesoro anche degli esperimenti sul condizionamento di Pavlov, e arrivò a ipotizzare che ogni comportamento umano potesse essere appreso mediante condizionamento.
Quasi la totalità degli psicologi americani di questo periodo era di matrice comportamentista e, fra i maggiori autori che diedero impulso a questa scuola, si possono ricordare Burrhus Skinner, Edward Tolman e Clark Hull.
Il comportamentismo entrò in crisi nei primi anni sessanta, in quanto risultò evidente come queste teorie semplicistiche non fossero in grado di spiegare i comportamenti umani più complessi, come ad esempio le relazioni sociali. Il comportamentismo, inoltre, venne anche criticato per il suo ridurre l'essere umano a un organismo passivo che rispondeva solo alle leggi del condizionamento. Nonostante tutto, il comportamentismo è sopravvissuto fino ai giorni nostri in alcune correnti come il neo-comportamentismo e, va sottolineato, la scuola di Watson ha comunque grandi meriti nell'aver dato un forte impulso di ricerca e una dignità scientifica alla psicologia.

### L'ascesa del cognitivismo
A partire dagli anni sessanta un nuovo orientamento iniziò a farsi largo in psicologia: il cognitivismo. Questo è oggi l'orientamento dominante in psicologia. Alle sue origini troviamo diverse matrici che si sono espresse fra gli anni cinquanta e sessanta, in buona parte nate all'interno dello stesso comportamentismo. La rapida ascesa del cognitivismo fu dovuta, innanzitutto, al fallimento dello stesso comportamentismo, che con le sue teorie semplicistiche non era riuscito a spiegare i comportamenti umani complessi. Lo schema S-R (Stimolo-Risposta) del comportamentismo era, infatti, divenuto insufficiente e fu gradualmente sostituito dallo schema S-O-R in cui O (organismo) rappresentava la mediazione fra lo stimolo e la risposta. A differenza del comportamentismo, dove l'uomo era visto come un semplice insieme di comportamenti da osservare, il cognitivismo poneva l'accento sull'attività pensante dell'uomo, visto come organismo attivo e non più passivo. In altre parole il simbolo "O" iniziò a rappresentare la "mente", che per i cognitivisti divenne l'unico oggetto di studio.
Storicamente la prima volta in cui venne presentata in maniera compiuta la teoria cognitivista fu nel libro "Psicologia cognitivista", di Ulric Neisser, pubblicato nel 1967. Come accennato, però, i presupposti dell'approccio cognitivista erano già presenti e rintracciabili in teorie e orientamenti precedenti, ad esempio nelle opere degli psicologi Kenneth Craik, George Armitage Miller e del linguista americano Noam Chomsky. E ancora prima con Oswald Külpe, Karl Bühler, Frederic Bartlett, James McKeen Cattell, Alfred Binet, James Baldwin, Jean Piaget.
Come detto, il cognitivismo non è una scuola psicologica ma un orientamento ove confluiscono scuole e matrici di ricerca. Le principali sono la psicologia dell'atto (inaugurata da Franz Brentano), l'informatica e la cibernetica. In particolare negli anni settanta, si diffuse il modello HIP, il quale proponeva la metafora della mente come elaboratore di informazioni. La mente, cioè, era vista come un computer, nel quale lo stimolo-risposta comportamentista si trasformò in input-elaborazione-output:
- input: informazioni in entrata nella mente, corrispondenti agli "stimoli" del comportamentismo;
- elaborazione: conversione delle informazioni che mutano, e vengono rielaborate dai processi mentali;
- output: uscita delle informazioni sotto forma di comportamento manifesto, linguaggio, mimica facciale, postura, ecc., corrispondenti alle "risposte" o "reazioni" del comportamentismo. Il modello HIP fu però criticato in quanto dipinge un uomo artificiale, che non corrisponde all'uomo reale inserito nel suo ambiente naturale.

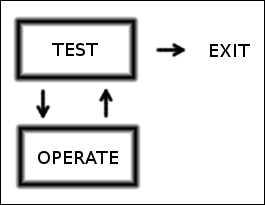
Modello TOTE: Test-Operate-Test-Exit (verificare, eseguire, verificare, terminare), esposto nel testo Piani e struttura del comportamento di Miller, Pribram, Galanter

Altro orientamento fortemente ravvisabile nel cognitivismo è lo studio del comportamento finalizzato a una meta ("goal-driven"): il comportamento non è più visto come atto passivo, tipico del comportamentismo, bensì attivo al fine di raggiungere la soluzione di un problema. La nozione di retroazione (feedback), proveniente dalla cibernetica, è centrale in questa ottica dello studio del comportamento umano. Il testo ove esplicitamente si propose questo modello fu il noto "Piani e struttura del comportamento", di George Armitage Miller (psicologo sperimentale), Karl Pribram (neuroscienziato), e Eugene Galanter (psicologo matematico); queste diverse formazioni sono da sottolineare, al fine di comprendere il nuovo cognitivismo come confluenza di matrici di ricerca, e il carattere interdisciplinare del loro curriculum.
In "Piani e struttura del comportamento" si esprime il modello T-O-T-E: il comportamento è rivolto a un fine mediante l'esame della realtà (test), l'elaborazione dell'informazione (operate), un successivo esame di ciò che è stato elaborato (test), eventuale retroazione al fine di migliorare l'elaborazione stessa dell'informazione, e successiva uscita (exit) dell'informazione sotto forma di comportamento manifesto, linguaggio, mimica facciale, postura, e così via.

### La neuropsicologia e le neuroscienze cognitive
(Luciano Mecacci)

Imaging del telencefalo umano mediante tecnica MRI, Sezioni assiali dorso-ventrali

Nell'ultimo decennio hanno acquisito una grande importanza le diverse neuroscienze. Esse non sono parte della psicologia, ma fungono da ponte tra quest'ultima e le altre discipline come la neurologia, la medicina, la biologia e la psichiatria.
La neuropsicologia studia i processi cognitivi e comportamentali, correlandoli con i meccanismi anatomo funzionali che ne permettono il funzionamento. Si tratta di una scienza interdisciplinare, come tutte le neuroscienze, le cui basi possono essere fatte risalire a Paul Broca. Gli obiettivi della neuropsicologia sono l'indagine delle basi anatomiche dei processi mentali e cognitivi tramite lo studio di sistemi cerebrali danneggiati, vale a dire di soggetti cerebrolesi a diversa eziologia.
Le neuroscienze cognitive hanno avuto grande sviluppo a seguito dello sviluppo delle tecniche di visualizzazione in vivo delle strutture cerebrali, quali la TC e la risonanza magnetica. Un'altra prospettiva di indagine è rappresentata dagli studi di "attivazione", tramite i quali, con le tecniche SPECT, PET e fMRI, è possibile studiare in soggetti normali e cerebrolesi i substrati neurali a seguito dello svolgimento di determinati compiti o cognitivi.
La psicofisiologia, al contrario della psicologia fisiologica, si occupa di individuare i cambiamenti fisiologici secondari a determinate attività cerebrali, comportamenti o processi cognitivi. Anche se le tecniche in uso sono molteplici, la più utilizzata è senz'altro la registrazione dei potenziali elettrici cerebrali dallo scalpo. Clinicamente queste tecniche sono l'elettroencefalogramma e i potenziali evocati. La MEG consente invece di registrare i potenziali magnetici cerebrali.
Sia la neuropsicologia sia le tecniche di neuroimaging e le tecniche elettrofisiologiche possono essere categorizzate come neuroscienze cognitive, cioè la scienza che collega la psicologia con le neuroscienze.

## Descrizione
Attualmente la psicologia è una disciplina composita; i suoi metodi di ricerca sono sperimentali (di laboratorio o sul campo) oppure etnograficamente orientati (ad esempio: alcuni approcci della psicologia culturale); hanno una dimensione individuale (ad esempio: studi di psicofisica, psicoterapia individuale, ecc.) oppure una maggiore attenzione all'aspetto sociale e di gruppo (ad esempio: lo studio delle dinamiche psicologiche nelle organizzazioni, la psicologia del lavoro, ecc.). Queste diversità di approccio hanno prodotto diverse sottodiscipline psicologiche, con differenti matrici epistemologico-culturali di riferimento. In particolare l'uso del metodo scientifico in taluni ambiti si evidenzia nell'osservazione/misurazione dall'esterno dei fenomeni psichici-cognitivi e all'uso congiunto della statistica come strumento di analisi dei dati rilevati.
La psicologia si differenzia dalla psichiatria, che è una disciplina medica focalizzata sull'intervento di tipo farmacologico in merito ai disturbi psicopatologici, in comune però con la psicologia clinica e i relativi interventi psicoterapeutici.
Il professionista abilitato all'esercizio della psicologia è detto psicologo.

### Oggetto di studio
La psicologia, come esemplificato dalla definizione iniziale, studia la personalità, i processi mentali e i comportamenti di un individuo.

#### Studio della personalità
La personalità è definita come l'insieme caratteristico di atteggiamenti, cognizioni e modelli emotivi, che si evolvono da fattori biologici e ambientali, e guidano il comportamento di un individuo. Sebbene non vi sia una definizione generalmente concordata sulla personalità, la maggior parte delle teorie si concentra sulla motivazione e sulle interazioni psicologiche con il proprio ambiente. Le teorie della personalità basate sui tratti, come quelle definite da Raymond Cattell, definiscono la personalità come i tratti che predicono il comportamento di una persona. D'altra parte, approcci più comportamentali definiscono la personalità attraverso l'apprendimento e le abitudini. La maggior parte delle teorie considera comunque la personalità come un costrutto relativamente stabile.
Lo studio della psicologia della personalità ha l'obiettivo di spiegare le tendenze alla base delle differenze individuali di comportamento. Sono stati adottati molti approcci per studiare la personalità, comprese teorie biologiche, cognitive, di apprendimento e basate sui tratti, nonché approcci psicodinamici e umanistici. Alcune teorie influenti sul tema della personalità sono state proposte da Sigmund Freud, Alfred Adler, Gordon Allport, Hans Eysenck, Abraham Maslow e Carl Rogers.

#### I processi mentali
I processi mentali, in psicologia, si possono suddividere in due ampie categorie: processi cognitivi e processi dinamici.

##### Processi cognitivi
I processi cognitivi sono quei processi che permettono a un organismo di raccogliere informazioni sull'ambiente, immagazzinarle, analizzarle, valutarle, trasformarle, per poi utilizzarle nel proprio agire sul mondo circostante.
I principali processi cognitivi sono la percezione, l'attenzione, la coscienza, il pensiero, il linguaggio, l'intelligenza, l'immaginazione, la memoria.
| Processi cognitivi | Definizione |
| ------------------ | --- |
| Percezione         | Insieme di funzioni psicologiche che permettono all'organismo di acquisire informazioni circa lo stato e i mutamenti del suo ambiente grazie all'azione di organi specializzati quali la vista, l'udito, il tatto, il gusto, l'olfatto. |
| Attenzione         | Capacità di selezionare gli stimoli e di mettere in relazione i meccanismi che provvedono a immagazzinare le informazioni nei depositi di memoria a breve termine e di memoria a lungo termine con influenza diretta sull'efficienza delle prestazioni nei compiti di vigilanza. |
| Intelligenza       | Processo che consente all'uomo in quanto dotato di struttura cerebrale geneticamente sufficientemente evoluta, di risolvere nuovi problemi che implicano una ristrutturazione del rapporto di adattamento con l'ambiente. |
| Memoria            | Capacità di un organismo vivente di conservare tracce della propria esperienza passata e di servirsene per relazionarsi al mondo e agli eventi futuri. |
| Immaginazione      | Capacità di rappresentare un oggetto assente oppure un affetto, una funzione somatica, una tendenza istintuale, non attualmente presenti. In essa si prescinde dalle strutture causali e temporali dalla continuità critica ma non dagli influssi dell'emotività. L'immaginazione può esser vista come il regredire a uno stadio più infantile come a uno stadio di maggior creatività che trova soluzioni che sfuggono alla logica. |
| Pensiero           | Attività mentale che comprende una serie svariata di fenomeni come ragionare, riflettere, immaginare, fantasticare, prestare attenzione, ricordare, che permette di essere in comunicazione con il mondo esterno, con sé stessi, e con gli altri, nonché di costruire ipotesi sul mondo e sul modo di pensarlo. |
| Linguaggio         | Insieme di codici che permettono di trasmettere, conservare ed elaborare informazioni tramite segni intersoggettivi in grado di significare altro da sé. |
| Coscienza          | Fenomeno qualitativo della psiche che si enuncia come l'essere coscienti di sé stessi, di autoriferirsi, di esser coscienti del mondo, degli altri. |

##### Processi dinamici
I processi dinamici sono quei processi mentali non riconducibili a meccanismi biologici e a processi fisiologici, i quali sono riconducibili a una personalità integrata, caratterizzati da una continua interazione e non sono definibili come apparati statici.
I principali processi dinamici sono: il bisogno, la pulsione, l'attaccamento, l'emozione, la motivazione, la personalità.
| Processi dinamici | Definizione |
| ----------------- | --- |
| Bisogno           | Stato di tensione più o meno intensa dovuto alla mancanza di qualcosa che risponde o a esigenze fisiologiche più o meno evidenti o a esigenze voluttuarie divenute, per abitudine, necessarie, o a esigenze psicologiche avvertite come indispensabili per la realizzazione di sé, o a esigenze sociali apprese dall'ambiente. |
| Pulsione          | In ambito psicoanalitico, costituente psichica che costituisce uno stato di eccitazione che spinge l'organismo all'attività, geneticamente determinata ma suscettibile di essere modificata dall'esperienza individuale. |
| Attaccamento      | Legame affettivo, particolarmente intenso, riferito o a una persona, o a una cosa, o a un ambiente, riconducibile al legame affettivo fra una persona (in età infantile) e sua madre. |
| Emozione          | Reazione affettiva intensa con insorgenza acuta e di breve durata determinata da uno stimolo ambientale. La sua comparsa provoca una modificazione a livello somatico, vegetativo, psichico. |
| Motivazione       | Fattore dinamico del comportamento animale e umano che attiva e dirige un organismo verso una meta. Le motivazioni possono essere coscienti o inconsce, semplici o complesse, transitorie o permanenti, primarie (ossia di natura fisiologica) o secondarie (ossia apprese dall'ambito socio-culturale). Infine vi sono le motivazioni superiori come le motivazioni ideali o i modelli esistenziali che l'organismo assume in vista della propria autorealizzazione. |
| Personalità       | Nucleo irriducibile, di difficile modificazione, che rimane tale al variare delle situazioni ambientali, storiche, culturale, il quale si ritrova a interagire e a esprimersi in esse. |

Particolare importanza assumono inoltre le leggi della frustrazione e della gratificazione.

##### Altri processi mentali
Processi mentali che non rientrano nella classificazione precedente perché differenti e più complessi sono: la sensazione, l'opinione, l'atteggiamento, il comportamento manifesto.
| Altri processi mentali  | Definizione |
| ----------------------- | --- |
| Sensazione              | Elementi della conoscenza sensibile, non ulteriormente scindibili, provocati da stimoli esterni agenti sugli organi sensoriali. |
| Opinione                | Conoscenza o credenza che non include alcuna garanzia di verità. Le opinioni sono credibili ma apoditticamente incontrollabili; neanche i limiti tra la certezza psicologica e la certezza oggettiva sono tracciabili. L'importanza del gruppo è determinante per la formazione, la modificazione di una opinione. |
| Atteggiamento           | Disposizione relativamente costante a rispondere a certi modi particolari alle situazioni del mondo per quel residuo di esperienza passata che in qualche modo guida, indirizza, influenza il comportamento. |
| Comportamento manifesto | Insieme stabile di azioni e reazioni di un organismo a una stimolazione proveniente dall'ambiente esterno (stimolo) o dall'interno dell'organismo stesso (motivazione). |

### Psicologia moderna e psicologia postmoderna
| Modi di fare psicologia, modalità di pensiero                                                                             | |
| Psicologia moderna | Psicologia postmoderna                                                                                       |
| Ontologia newtoniana Sperimentare Studiare le cause La mente come computazione Conoscere la psiche Pensiero paradigmatico | Ontologia vygotskijana Interpretare Studiare i fini La mente come azione Curare la psiche Pensiero narrativo |

La psicologia moderna e la psicologia postmoderna sono due modalità di studio dei processi psichici dell'uomo che coesistono nella storia del pensiero occidentale fin dal periodo classico. Nei primordi dello studio della psiche è rilevabile la classificazione aristotelica, che darà la scintilla alla psicologia moderna, e il dialogo socratico (maieutica) che darà la nascita alla psicologia postmoderna. Le due visioni della psicologia (moderna e postmoderna) vivono contemporaneamente lo stesso periodo storico. Si definiscono l'una moderna, poiché ha avuto il suo massimo splendore nella modernità, e l'altra postmoderna in quanto il suo periodo di massima espansione si è avuto in seguito alla prima (in un periodo che va dagli anni ottanta del XX secolo in poi).

#### Psicologia moderna
(Cartesio)

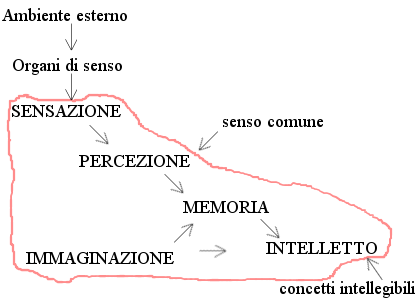
Diagramma di flusso dell'elaborazione dell'informazione secondo Aristotele

Il frantumarsi della psicologia era già in corso fin dagli anni venti del Novecento; già in questo periodo si riscontrano molti testi dai titoli inequivocabili: La crisi della psicologia di Driesch (1925), La crisi della psicologia di Koffka (1926), Il senso storico della crisi della psicologia di Vygotskij (1926), La crisi della psicologia di Bühler (1927).
In quegli anni il proliferare di prospettive psicologiche aveva portato con sé uno studio dei processi mentali settario, di categoria. Gli psicologi non si interessarono dei processi mentali in quanto oggetto della psicologia, bensì, si interessarono a essi in forza della prospettiva di appartenenza: gli psicoanalisti studiarono l'inconscio, i gestaltisti la percezione, i comportamentisti il comportamento manifesto, gli strutturalisti gli elementi non altrimenti riducibili presenti nella psiche. Inoltre tali studi vennero effettuati con metodiche differenti, sempre in base alla matrice culturale di appartenenza: introspezione, retrospezione, condizionamento, e così via.
Questa ramificazione, così netta, è da attribuire allo stesso oggetto di studio della psicologia: la psiche. Difatti la psicologia, a differenza di altre discipline scientifiche, non ha un oggetto di studio operazionalizzabile e misurabile in maniera perfettamente aderente a un rigoroso metodo galileiano: l'uso della statistica da parte degli psicologi è una modalità attraverso cui è possibile generalizzare concetti derivati dallo studio dei casi singoli (nomotetizzazione del dato idiografico), in un contesto epistemico in cui la stessa osservazione e misurazione diretta dell'oggetto di studio (la mente e i suoi processi funzionali) è di difficile definizione e realizzabilità. In quest'ambito di definizione dell'oggetto di studio, si evince tutta l'attualità del problema rappresentato dal dualismo cartesiano di res cogitans e res extensa; dualismo che pone difficili problemi epistemici e operativi, e che farà dire allo psichiatra svizzero Binswanger che esso "è il cancro di ogni psicologia".
Due tematiche ricorrenti del discorso psicologico sono, da una parte, i due assi del "problema cartesiano" e dall'altra la necessità dell'approccio quantitativo sperimentale di matrice galileiana.
Si tratta di ostacoli epistemologici di vasta portata e complessità, e le diverse modalità di gestione degli stessi nei vari periodi storici hanno portato al nascere e all'articolarsi dei diversi paradigmi di ricerca della psicologia sperimentale. Per questo hanno via via provato a escludere la coscienza dalla loro indagine (comportamentisti in primis), hanno "sezionato" la mente fino a cercare di considerarne i suoi elementi non altrimenti riducibili (strutturalisti), hanno ideato ipotesi che potessero collegare la mente al corpo (l'isomorfismo khöleriano e il concetto di pulsione in Freud), hanno provato a rappresentare la mente sulla base del modello di elaborazione delle informazioni che rappresenta la matrice concettuale dei computer (scienza cognitiva), e altri tentativi finalizzati a modellizzare e operazionalizzare in maniera efficace il proprio sfuggente oggetto di ricerca.
Kenneth Gergen descrive la psicologia fin qui riportata come psicologia moderna, la quale si basa su quattro presupposti epistemologici:
1. gli psicologi hanno un oggetto di ricerca comune; ovvero, gli psicologi devono pervenire a definire e operare su un solo e comune oggetto di studio, a prescindere che esso sia la mente, il comportamento manifesto, o le relazioni interpersonali (come i fisici possono avere la relatività, lo studio del pendolo, o la traiettoria di una meteora come specificazione di leggi fisiche unitarie e universali).
2. lo psicologo, una volta individuato il suo oggetto di studio, lo studia nei casi particolari per giungere a leggi universali (dall'idiografia alla nomotetia).
3. il metodo di studio dell'oggetto deve essere la ricerca empirica, preferibilmente mediante il metodo sperimentale. In questa visione il metodo sperimentale è oggettivo, scevro da posizioni personali, etiche, morali, sociali, politiche.
4. fiducia nella crescita della conoscenza verso la "reale" natura dei fenomeni studiati dalla psicologia, mediante una continua verifica sperimentale delle ipotesi.

### Psicologia teorica e psicologia applicata
Fin qui si è parlato dell'evoluzione storica del concetto di psicologia, analizzando brevemente come sono cambiati nel tempo i paradigmi e le teorie di riferimento. La psicologia, però, si ramifica anche in varie branche. Tradizionalmente si distingue fra psicologia teorica o pura e psicologia applicata. La prima studia il comportamento umano in generale e il funzionamento dei processi cognitivi. Nella psicologia applicata l'interesse è invece rivolto alla soluzione di problemi "pratici", sia psicologici sia di altro genere, ma che implichino sempre meccanismi psicologici. Ovviamente la psicologia teorica sta alla base della psicologia applicata.
La psicologia teorica si suddivide a sua volta in quattro diramazioni principali:
- Psicologia generale, ha per oggetto l'attività psichica dell'adulto sano. Essa cerca leggi universali per i processi psichici (percezione, memoria, apprendimento, ecc.) che valgano a prescindere dalle differenze di personalità, età, condizione sociale e culturale;
- Psicologia evolutiva, che studia come i processi psichici cambino con l'età, dall'infanzia alla vecchiaia.
- Psicologia delle differenze individuali, che analizza e valuta le diverse qualità psichiche (personalità) riscontrabili nelle persone, spesso attraverso l'uso di test psicologici;
- Psicologia transculturale, che paragona, in ragione del medesimo aspetto (percezione, comportamento, ecc.), gruppi di persone appartenenti a culture differenti al fine di studiare quale siano gli aspetti universali (non dipendenti dalla cultura di origine) e quali siano gli aspetti specifici derivanti dalla cultura di origine.

Anche la psicologia applicata ha numerose ramificazioni. Fra le principali troviamo la psicologia clinica, che si occupa essenzialmente delle malattie di natura psicologica, la psicologia del lavoro, utilizzata ad esempio per la selezione del personale, la psicologia forense, applicata in ambito giudiziario, carcerario e criminale.
Questa, però, è solo una suddivisione che ha valore euristico e che non può essere completamente soddisfacente, in quanto non rispecchia la vera situazione in psicologia. In realtà, infatti, è impossibile pensare che la psicologia applicata, nel cercare di risolvere i problemi, non si ponga ipotesi ed elabori teorie. Allo stesso modo anche la psicologia teorica, che fu a suo tempo criticata per un'eccessiva astrattezza, è al giorno d'oggi una disciplina che elabora le sue teorie ponendo maggiore attenzione al contesto ambientale e sociale.
Il dominio della psicologia è particolarmente ampio e diversificato. In quanto l'interazione persona-ambiente modifica la persona, la quale viene modificata dall'ambiente stesso. A causa di questo stretto legame, studiare il campo di applicazione (per esempio: lo sviluppo di una persona, lo sport) porta a studiare la psiche che si esprime mediante l'interazione stessa. Questo porta ad affermare che non esiste una psiche astratta, ma esiste la psiche in quanto facente parte di una interazione persona-ambiente; per questo, spesso e volentieri, lo studio della psiche è accompagnato dallo studio del comportamento, quest'ultimo ne è il mezzo, il ponte fra i due, lo strumento principe mediante il quale la psiche si esprime e modella l'ambiente, e mediante il quale l'ambiente entra in relazione con la psiche di ogni persona. La valutazione di questa interazione porta lo psicologo ad affrontare numerosi ambiti di studio, i quali, storicizzandosi, si innestano col tempo nella psicologia stessa divenendone una parte. Questo ha portato a un fiorire di branche della psicologia assai numeroso e particolareggiato.

#### La psicopatologia
«Camminavo lungo la strada con due amici quando il sole tramontò, il cielo si tinse all'improvviso di rosso sangue. Mi fermai, mi appoggiai stanco morto a un recinto. Sul fiordo nerazzurro e sulla città c'erano sangue e lingue di fuoco. I miei amici continuavano a camminare e io tremavo ancora di paura... e sentivo che un grande urlo infinito pervadeva la natura».
In questo modo Edvard Munch, esprime il vissuto esperienziale che gli diede spunto per il suo più noto quadro: l'urlo. In questa descrizione sono ravvisabili esperienze psicopatologiche quali: la derealizzazione, la depersonalizzazione e l'attacco di panico.
La psicopatologia è una disciplina psicologica che studia il funzionamento anormale dei processi psichici, mirando a indagarne ed elaborarne in forma sistematica le cause specifiche finalizzate a sviluppare metodologie e pratiche di intervento terapeutiche e adattative.
Per essa il sintomo è un segno che indica uno dei modi di elaborare l'esperienza; dunque normale e patologico sono solo due diversi modi di elaborare l'esperienza: il primo adattivo e funzionale, il secondo disadattivo e disfunzionale.
La psicopatologia si divide in:
- Interpretativa.

Esistono assunti interpretativi basati su presupposti prospettici (comportamentali, cognitivi, psicoanalitici, sistemici e così via).
- Descrittiva.

Cercando di limitare i presupposti culturali interpretativi, l'esperienza è descritta e rigorosamente categorizzata basandosi sul resoconto effettuato dal paziente, e osservando il suo comportamento.
A prescindere dal tipo di psicopatologia adottata, il concetto chiave che descrive a pieno l'atto d'indagine dello psicopatologo è la comprensione (verstehen). Karl Jaspers distingue: « [...] anche terminologicamente due differenti significati: il comprendere statico, l'attualizzarsi di stati psichici e l'oggettivazione di qualità psichiche, e il comprendere genetico, l'immedesimarsi nell'altro, il comprendere le relazioni psichiche».
|          | Comprendere                              | Spiegare                                           |
| -------- | ---------------------------------------- | -------------------------------------------------- |
| Statico  | Comprensione fenomenologica              | Osservazione attraverso la sensopercezione esterna |
| Genetico | Empatia stabilita su materiale emergente | Causa ed effetto secondo il metodo scientifico     |

La descrizione fenomenologica avviene mediante la valutazione, da parte del terapeuta, dell'esperienza soggettiva (cioè per come viene esperita direttamente) del paziente, da cui si produce un quadro statico del qui e ora, di quel che voglia significare tale esperire per il paziente nell'attuale.
La comprensione fenomenologica genetica è utilizzata dal terapeuta al fine di immedesimarsi, mediante l'empatia, nella soggettività del paziente, al fine di comprendere gli antecedenti che hanno portato all'attuale esperienza. Per esempio una grave offesa ricevuta nei confronti della propria moglie morta ha portato il paziente ad avere un attacco d'ira e a commettere un omicidio "riparatore". Il terapeuta mediante l'empatia può collocarsi al posto del paziente e provare, esperire, valutare nella soggettività come l'omicidio di risposta del paziente possa esser avvenuto. È da notare che vi è solo "immedesimazione" ("come mi sarei comportato io se mi fosse accaduto ciò che il paziente mi sta riferendo?") e non "giudizio", anzi, si ha una sospensione del giudizio, al fine di avere un'autentica empatia con il paziente.
La spiegazione si attua al fine di rendicontare gli avvenimenti: il terapeuta si pone da un punto di vista neutrale.
La spiegazione statica è un rendiconto esterno del qui e ora: per esempio, il paziente "in questo istante mi sta dicendo che il giorno 8 settembre 1940 è nato". È assimilabile a una descrizione dei fatti di tipo giornalistico, con un punto di vista neutrale.
La spiegazione genetica si ha quando si vuole dipanare relazioni causali: "Quella persona si è alzata poiché voleva aprire la porta". Siamo al livello di causa-effetto, e della relazione che lega i due fattori. È assimilabile al metodo galileiano.

### Dibattito scientifico e filosofico sulla psicologia
(Antonio Imbasciati)
(Donald McBurney, 2001)

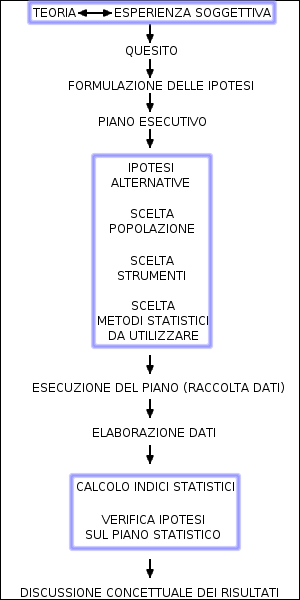
Schema esemplificativo della pianificazione di una ricerca

Essenzialmente le critiche alla scientificità della psicologia riguardano il confronto con altre discipline scientifiche (tipicamente fisica, chimica, biologia e scienze mediche) e le differenze, entro la psicologia stessa, fra le varie prospettive o correnti (es. psicologia generale, psicologia sociale, psicologia dinamica, neuroscienze).
Sebbene nel senso comune pochi abbiano dubbi sulla scientificità della fisica, molti invece nutrono dubbi sulla scientificità della psicologia. La scienza infatti si caratterizza rispetto ad altre attività umane oltre che per la ricerca di regolarità attraverso la scoperta di leggi fisiche e naturali, anche per il rigore metodologico attraverso il metodo scientifico volto a smascherare eventuali fallacie o bias. Secondo la prospettiva "scientista" molti principi della psicologia non sarebbero pienamente verificabili sperimentalmente, ma la loro bontà ovvero validità sarebbe in diretta dipendenza con l'efficacia o meno delle terapie psicologiche, ma diversi dubbi sono stati sollevati in merito (vedi efficacia della psicoterapia).
Le critiche riguardanti la psicologia riguardano dunque la sua metodologia: sebbene la psicologia non applichi il metodo scientifico in toto o in senso stretto come nelle scienze matematiche fisiche e naturali tanto da essere relegata/considerata come scienza molle al pari di altre scienze umane, secondo alcuni, malgrado gli argomenti di studio siano molto differenti, vi sono elementi e aspetti metodologici e un nucleo essenziale di elementi epistemologici comuni tra scienza e psicologia che inducono a considerala comunque come una scienza, intesa sia come corpo organico e sistematico di conoscenze, sia come scienza rigorosa per l'applicazione del metodo osservativo sui contenuti della psiche/mente riferiti dal paziente e sull'osservazione diretta sul comportamento individuale di un soggetto definito "normale" oppure "patologico" ovvero deviante (concetti quest'ultimi però soggetti a critica) (es. in psicologia clinica), nonché il ricorso in alcuni casi alla misura e l'appoggio alla statistica in diverse sue branche.
Vi sono infatti diversi mezzi di conoscenza, sommariamente divisi in empirici e no: tra i non empirici includiamo la logica e l'autorità; tra i metodi empirici, la scienza e l'intuizione. La scienza è caratterizzata dall'uso del cosiddetto metodo scientifico, o meglio dai metodi scientifici, non uno, ma diversi, accomunati dalla strutturazione concettuale seguente:
- definizione del problema;
- formulazione di ipotesi;
- raccolta dati;
- elaborazione di conclusioni.

Tale percorso è utilizzato sempre anche in psicologia. I sostenitori della psicologia sostengono inoltre che essa presenti caratteristiche sufficienti per essere definita scienza, perché possiede:
- empirismo;
- obiettività;
- possibilismo[84];
- parsimonia;

e ha un interessamento privilegiato per la teoria.
Un'altra critica forte alla psicologia, rispetto alle "scienze dure" e che la accomuna ad altre "scienze molli", è il non essere cumulativa ovvero le conoscenze e nuove scoperte non sempre si "sommano" in una teoria nuova più completa, ma spesso danno vita a nuove correnti di pensiero diverse e inconciliabili tra loro, che espone la psicologia a continue possibili falsificazioni.
Un aspetto specifico della ricerca in psicologia è che il ricercatore modifica "l'oggetto" in esame nell'interagire con esso. Seppure questa affermazione sia in alcuni casi vera (v. ad es. l'effetto Hawthorne), lo è per un settore della psicologia con ambito di applicazione abbastanza ristretto. Del resto, forme di interazione tra osservatore e oggetto osservato esistono anche in fisica sebbene nel mondo microscopico (vedi principio di indeterminazione di Heisenberg) e nelle ricerche etnografiche. Una considerazione simile è effettuabile anche in merito "all'osservazione". Tutti i soggetti, in un certo senso, "osservano" continuativamente, in ogni momento e ogni luogo e per questa caratteristica la ricerca osservativa era stata bandita dalla scienza. In seguito si è capito che il problema di fondo era che cosa si doveva intendere per "osservazione"; si è quindi passati da un tipo di ricerca a un metodo di ricerca, con regole e limiti per la raccolta di dati non ottenibili altrimenti.
Un'altra critica classica è stata rivolta alla ricerca psicologica di laboratorio, nella quale si ha un alto valore metodologico, ma scarso successo speculativo: l'ambiente, poiché artificiale, tende a modificare l'oggetto di studio. D'altra parte, il laboratorio può garantire il controllo di tutte le principali variabili, permettendo così di esaminare solo la variabile di interesse. In psicologia la ricerca di laboratorio incontra delle limitazioni nei contesti in cui l'ambiente stesso del laboratorio può modificare in maniera disfunzionale alcune variabili relazionali: ad esempio, se consideriamo certi studi di psicologia sociale, emerge che non possono essere studiati al meglio in laboratorio, ma richiedono spesso uno studio nell'ambiente sociale naturale. Questa differenza tra metodi utilizzabili nelle diverse discipline psicologiche è riassumibile nel concetto stesso dei diversi metodi scientifici utilizzabili. Essendo la psicologia un campo molto ampio, saranno necessari metodi, strumenti e tecniche di indagine molto diversificate tra loro, a seconda di cosa si voglia studiare (es.: la percezione visiva può essere studiata anche mediante l'ausilio del computer, gli atteggiamenti razzistici hanno bisogno di essere valutati sul campo).
Un'altra critica classica è quella secondo cui spesso in psicologia venga osservato il risultato di un "processo" (come ad esempio il comportamento, l'atteggiamento, i valori psicofisiologici, ecc.), ma non il processo stesso (ad es., il sostrato mentale di tali manifestazioni esterne). Sebbene queste critiche siano rintracciabili principalmente nel periodo del comportamentismo, in qualche subdisciplina psicologica è possibile rilevare ancora lo stesso problema (ad esempio, nella psicologia del pensiero). Vengono quindi adottate tutte le tecniche sperimentali per indagare il processo stesso nelle sue subcomponenti, per cercare di capirne il funzionamento. Lo stesso principio è utilizzato anche dalla fisica: non posso osservare la gravità, ma solo i suoi effetti sui gravi; e da questi effetti posso desumerne le caratteristiche intrinseche.
L'aumento di sofisticazione teorico-metodologica dei test statistici e dei disegni di ricerca, come la moltiplicazione di approfondimenti, in ambito accademico e formativo, di discipline statistiche, metodologiche, tecniche sperimentali, di filosofia della scienza, sono un correlato dell'uso del metodo scientifico in psicologia.
La psicologia sperimentale è stata colpita dalla crisi della replicazione, e per tale motivo la validità della conoscenza in certi campi sta venendo messa in discussione.
Tuttavia, la scientificità della psicologia è assicurata dalle numerose Società di ricercatori e docenti di discipline psicologiche, esistenti in tutti i paesi: in Italia, l'Associazione AIP. In Europa, la EFPA raccoglie le società di psicologia scientifica dei diversi paesi europei.

#### I test psicologici e la misura in psicologia

I test per misurare l'intelligenza sono stati i primi a essere creati e insieme all'utilizzo della matematica e della statistica hanno permesso la nascita della psicometria

Un test psicologico è una misurazione oggettiva e standardizzata di un campione di comportamento, che si ritiene essere indicativo di un costrutto teorico. Ad esempio un test che vuole misurare la socievolezza (costrutto teorico), prende in considerazione comportamenti che sono associati a questo tratto di personalità (essere loquaci, amare la compagnia, ecc.). Difatti la caratteristica insita nella misurazione in psicologia è che l'oggetto che si ha intenzione di misurare spesso non ha caratteristiche fisiche dirette e concrete, ma è un costrutto teorico, di cui vengono valutati gli indicatori comportamentali.
Un esempio può essere la creatività. La "creatività" è un costrutto teorico, non un oggetto fisico: coerentemente, si dovrà affermare che il test psicologico somministrato differenzia le persone più creative da quelle meno creative, in base a un certo tipo di definizione di creatività.
In altre parole, l'atto del misurare (mediante test psicologici) è connesso al significato del costrutto teorico (l'oggetto di misura); perciò lo psicologo quando misura deve tener conto:
- Del test psicologico utilizzato per misurare (cioè le caratteristiche psicometriche dello strumento quali attendibilità, validità e standardizzazione);
- Del significato del costrutto teorico (il costrutto sottoposto a misura).

Sebbene possano sembrare limitanti, un qualsiasi comportamento è composto da segni e sintomi caratteristici. L'insieme di questi segni e sintomi caratteristici possono essere presi come riferimento per la creazione di un test riferito a quel dato comportamento. Ovviamente intervengono diversi fattori inerenti allo strumento, che può essere più o meno adatto a rilevare quel tipo di comportamento. Va anche detto che un dato comportamento può essere rilevato nella popolazione scelta per quel test. Poiché vi sono differenze genetiche e culturali nelle diverse culture, possono esserci delle differenze nei risultati dei test somministrati a gruppi diversi.

## Le discipline psicologiche
La psicologia per sua natura si articola in numerose sottodiscipline, alcune principalmente orientate alla teoria e alla ricerca, altre più specificamente applicative e di intervento.

## Autori
Alcuni fra i più eminenti psicologi nella storia della psicologia.

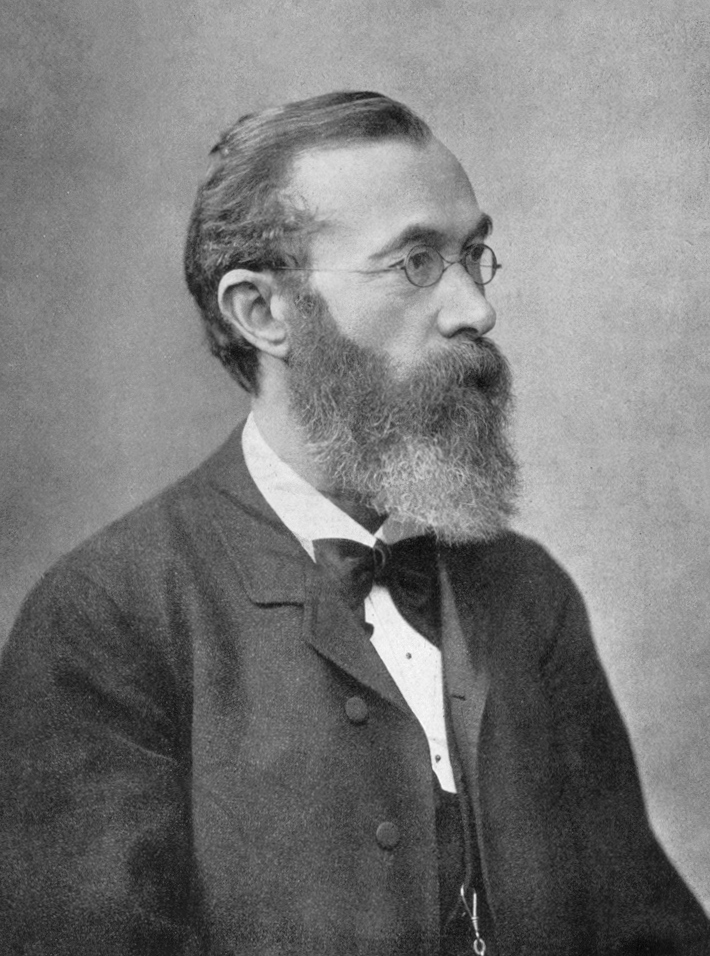
Wilhelm Wundt (1832 - 1920)padre della psicologia
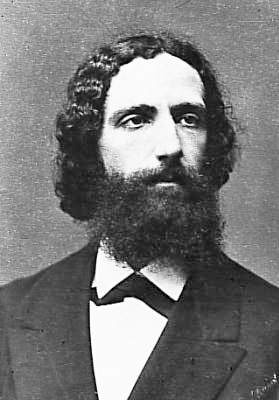
Franz Brentano (1838 - 1917)per alcuni,[90] il "secondo" padre della psicologia
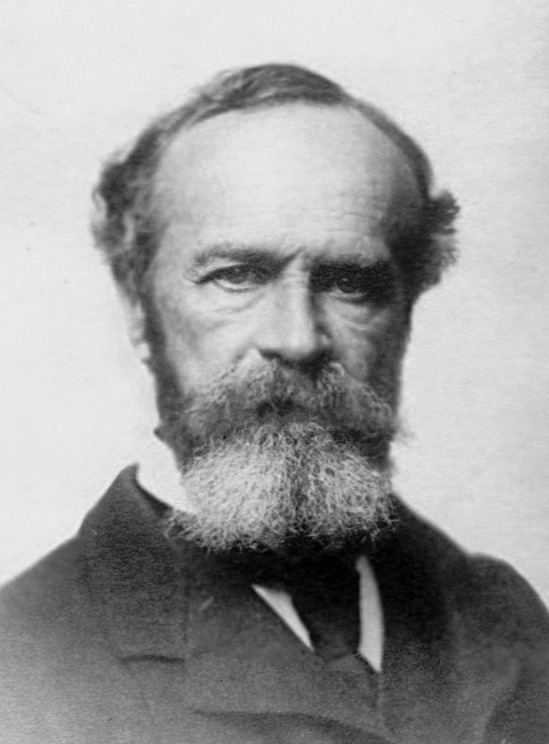
William James (1842 - 1910)fondatore dell'approccio funzionalista
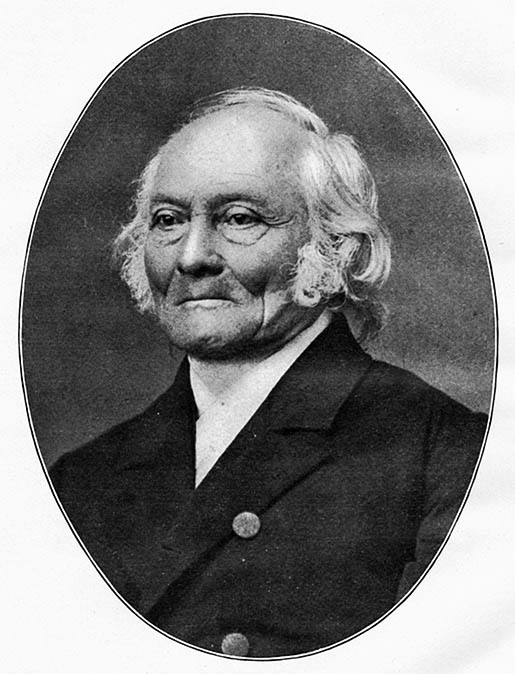
Ernst Weber (1795 - 1878)padre della psicofisica
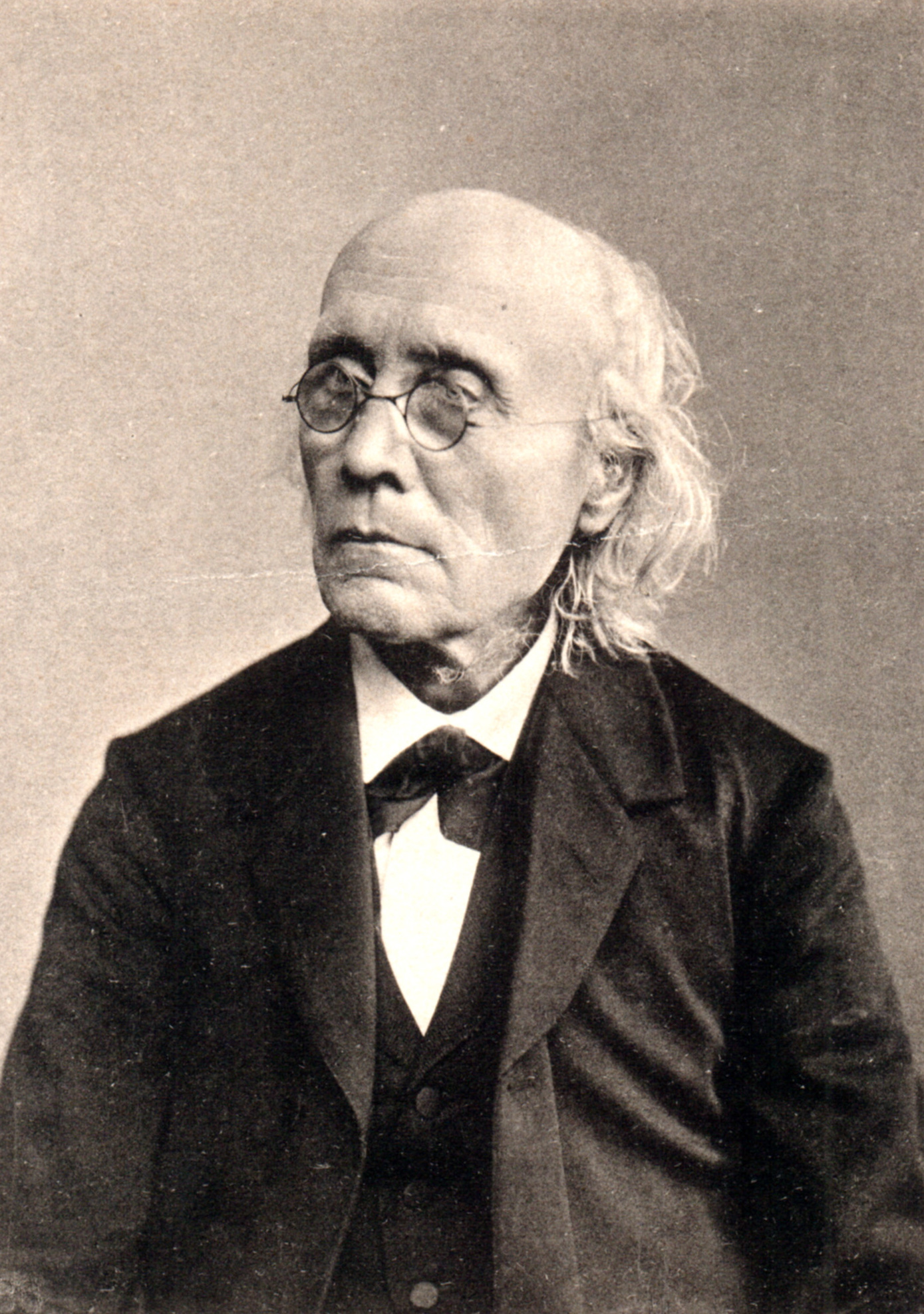
Gustav Fechner (1801 - 1887)cofondatore della psicofisica
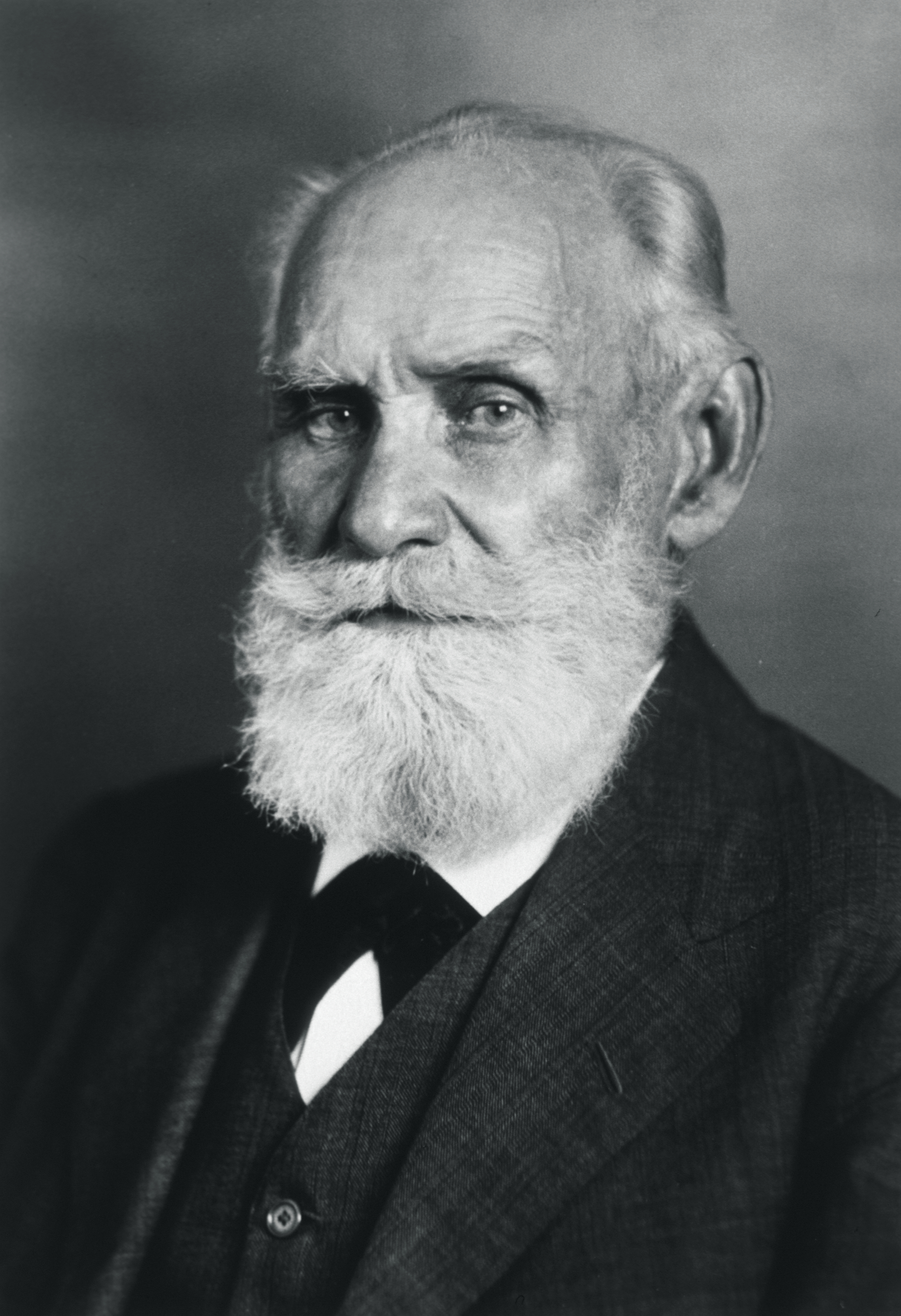
Ivan Pavlov (1849 - 1936)fondatore della riflessologia
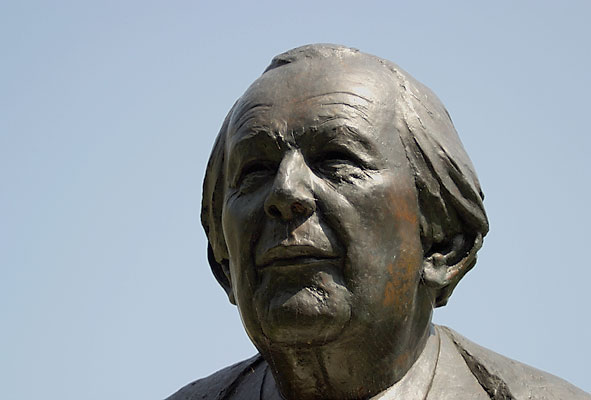
Jean Piaget (1896 - 1980)fondatore dell'epistemologia genetica
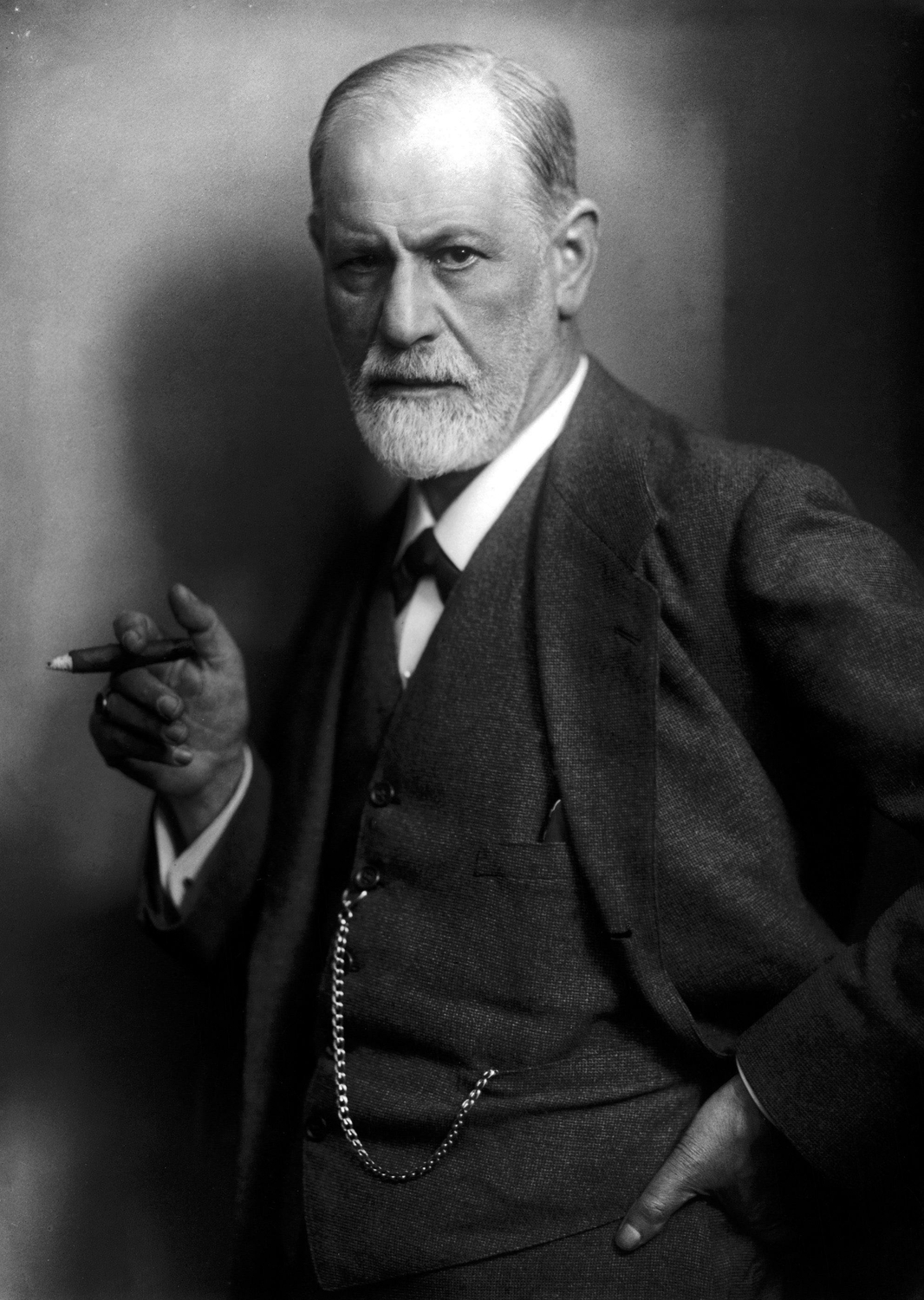
Sigmund Freud (1856 - 1939)padre della psicoanalisi
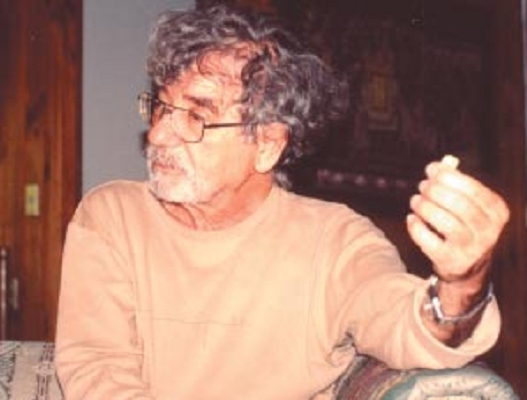
Humberto Maturana (1928 - 2021)applica l'approccio costruttivista ai sistemi viventi
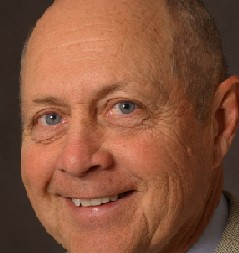
Gene Glass (1940 - in vita)Il creatore della meta-analisi

## I premi della psicologia
I principali premi (awards) della psicologia sono:
- l'Awards of the APA Divisions;
- il Grawemeyer Award;
- il Premio Balzan;
- lo Psi Chi, the National Honor Society in Psychology;
  - lo Psi Beta National Honor Society in Psychology for Community & Junior Colleges (versione per gli studenti delle università americane dello Psi Chi, the National Honor Society in Psychology);
- il Wolfgang Metzger Award.

## Gli incontri degli psicologi
Nella storia della psicologia vi sono stati molti "incontri": gruppi più o meno ufficiali di psicologi appartenenti a questa o a quella prospettiva, che avevano in comune la stessa matrice culturale. Sono ravvisabili fra i più noti:
- la Società psicoanalitica del mercoledì, fondata da Freud e alla quale faranno parte: Alfred Adler, Otto Rank e Carl Jung;[91]
- la Quasselstrippe («in tedesco quasseln significa vagare, divagare; strippe, filo, spago. Così la Quasselstrippe era un gruppo con il quale ci si poteva unire e discutere liberamente»[92]) fu una specie di club, formato da Kurt Lewin, Maria Ovsiankina, Tamara Dembo, Bluma Zeigarnik, Gita Birenbaum, Usao Onoshima, Kanae Sakuma. Il loro ritrovo era al Schwedische Café posto innanzi all'Istituto di psicologia, nella piazza Schlossplatz;[93]
- Wertheimer, Köhler e Koffka si ritrovavano settimanalmente allo Smith College. Erano praticamente inseparabili e ciò che studiava l'uno lo poneva a giudizio degli altri due: «Wertheimer era l'artista ispirato e appassionato, Köhler era il fisico un po' riservato e Koffka il logico di grande talento verbale che cercava di inserire tutto in un sistema totale»;[94]
- i Mercoledì pavloviani, nei quali Ivan Pavlov discuteva con i suoi allievi delle sue ricerche; questi incontri vennero registrati e forniscono un materiale ineguagliabile sulla figura di Pavlov.[95]

### Cartacea
- Giacomo Donati, La psicologia scientifica. Saggio costruttivo, Forlì, Bordandini, 1917.
- Roberto Pavese - Il Meccanismo della Coscienza. Milano-Catania, Isis, 1922.
- Umberto Galimberti, Enciclopedia di psicologia, Milano, Garzanti libri, 1999, ISBN 88-11-50479-1.
- Rom Harrè, Lamb Roger; Luciano Mecacci, Psicologia. Dizionario enciclopedico, Bari, Laterza, 1998, ISBN 88-420-5420-8.
- Eric Richard Kandel, James H. Schwartz; Thomas M. Jessen, Principi di neuroscienze, Milano, CEA, 1999, ISBN 88-408-0991-0.
- George Kelly, La psicologia dei costrutti personali, Milano, Raffaello cortina, 2004, ISBN 88-7078-920-9.
- Paolo Bonaiuto, Anna Maria Giannini e Valeria Biasi, Lineamenti di storia della psicologia, collana Scienze della formazione e educazione, Monolite, 2008, ISBN 8873310567.
- Sadi Marhaba, Fondamenti della psicologia, Padova, Logos, 2005, ISBN 88-86688-26-1.
- Donald McBurney, Metodologia della ricerca in psicologia, Bologna, Il mulino, 2004, ISBN 88-15-08191-7.
- Luciano Mecacci, Psicologia moderna e postmoderna, Bari, Laterza, 1999, ISBN 88-420-5784-3.
- Luciano Mecacci, Manuale di psicologia generale, Firenze, Giunti, 2003, ISBN 88-09-02259-9.
- Luciano Mecacci, Storia della psicologia del Novecento, 19ª ed., Bari, Laterza, 2009, ISBN 88-420-4117-3.
- Luciano Mecacci, Introduzione alla psicologia, Bari, Laterza, 2004, ISBN 88-15-05778-1.
- Luciano Mecacci, Manuale di storia della psicologia, Firenze, Giunti, 2008.
- Luigi Pedrabissi, Massimo Santinello, I test psicologici, Bologna, Il Mulino, 1997, ISBN 88-15-05778-1.
- Ezio Sanavio, Cesare Cornoldi, Psicologia clinica, Bologna, Il Mulino, 1999, ISBN 88-15-08218-2.
- Andrew Sims, Introduzione alla psicopatologia descrittiva, Milano, Raffaello cortina, 2004, ISBN 88-7078-900-4.

### Online
- Armando De Vincentiis, Psicologia, su Enciclopedia, C.I.C.A.P., 8 novembre 2000. URL consultato il 13 settembre 2007.
- Armando De Vincentiis, Psicologia e scienza, su Enciclopedia, C.I.C.A.P., 3 luglio 2006. URL consultato il 13 settembre 2007.
- Armando De Vincentiis, Psicoterapia, su Enciclopedia, C.I.C.A.P., 8 novembre 2000. URL consultato il 13 settembre 2007.
- (EN) George Armitage Miller, The Magical Number Seven, Plus or Minus Two: Some Limits on Our Capacity for Processing Information, in The Psychological Review, vol. 63, 1956,  pp. 81-97. URL consultato il 24 agosto 2010.
- Gianni Vita, Psicologia quotidiana Archiviato il 27 giugno 2018 in Internet Archive. , su Internet, 2014.
- Gianfranco Minguzzi, Parallelismi, convergenze e divergenze in psicologia, in Giornale italiano di Psicologia, vol. 2, 1956,  pp. 353-359. URL consultato il 12 settembre 2007 (archiviato dall'url originale il 6 dicembre 2007).
- (DE) Rudolf Sponsel, Die Meta-Analyse von Smith, Glass & Miller 1980, su Internet Publikation für Allgemeine und Integrative Psychotherapie, sgipt.org, 24 agosto 2010. URL consultato il 12 ottobre 2007.
- Sigmund Freud, Psicopatologia della vita quotidiana, su Internet, 1971.